# Martinus Sieveking

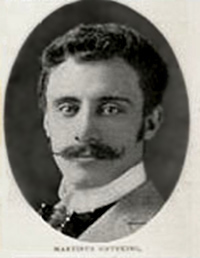
Martinus Sieveking en 1897, en la cumbre de su carrera.

Martinus Sieveking (24 de marzo de 1867 - 26 de noviembre de 1950) fue un pianista holandés, compositor, profesor e inventor nacido en Ámsterdam. También conocido como Martin Sieveking, actuó como solista por Europa y Estados Unidos durante su carrera activa y enseñó en Francia y EE. UU. después de retirarse de la actuación. A veces llamado El holandés errante, por su origen  y talante volátil. En la cumbre de su carrera, era considerado por críticos de Nueva York y Boston como integrante del cuarteto de pianistas vivos más grandes de la época, junto con Ignacy Jan Paderewski, Moriz Rosenthal y Rafael Joseffy.
Sieveking tenía su propio método de interpretación al piano, y escribió artículos sobre el tema para varias publicaciones. Fue también inventor de varios dispositivos mecánicos patentados en varios países.

## Primeros años
Sieveking procedía de una antigua y aristocrática familia, cuyo origen se remontaba al siglo xv. Creció en un ambiente musical, su madre Johanna De Jong, era una conocida cantante de ópera y su padre, también llamado Martinus, un músico profesional, director de orquesta y compositor con trabajos publicados en los Países Bajos. Era el segundo de cuatro hermanos; su hermana mayor se llamaba Johanna como su madre, y a Martinus le seguían Charles y Rosa.
Su infancia ya apuntaba a su carrera futura. Su padre le dio las primeras lecciones de piano hasta que con diez años le enviaron al Conservatorio de Leipzig.  Martinus también empezó a componer a temprana edad y tocaba el órgano en una iglesia con doce. En el conservatorio, estudió piano ocho años con Julius Röntgen, un famoso pianista y compositor germano-holandés y pasó seis años de educación musical en composición y orquestación, con el holandés Franz Coenen.

## Carrera musical

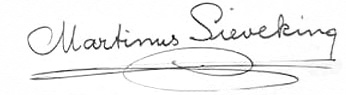
Firma de Sieveking.

Su primera aparición internacional fue en París alrededor de 1888 cuando, con veintiún años, escuchó su propia composición, una suite para orquesta, interpretada por la Orquesta Lamoureux. Pasó a establecer su residencia en París en 1889 y se convirtió en uno de los numerosos músicos holandeses que vivían en la ciudad.
Visitó Inglaterra en 1890 a sugerencia de su tío, Sir Edward Henry Sieveking, bien conocido en Londres y uno de los médicos de la reina Victoria. Se presentó con éxito, e hizo dos giras con Edward Lloyd, tenor británico, y David Popper, violoncelista. También realizó dos giras como acompañante de la cantante de ópera italiana Adelina Patti durante su visita al Reino Unido de 1891-1892. Fue uno de los artistas patrocinados por el fabricante de pianos Hamlin & Mason en 1892.

### Tour con Sandow, 1893

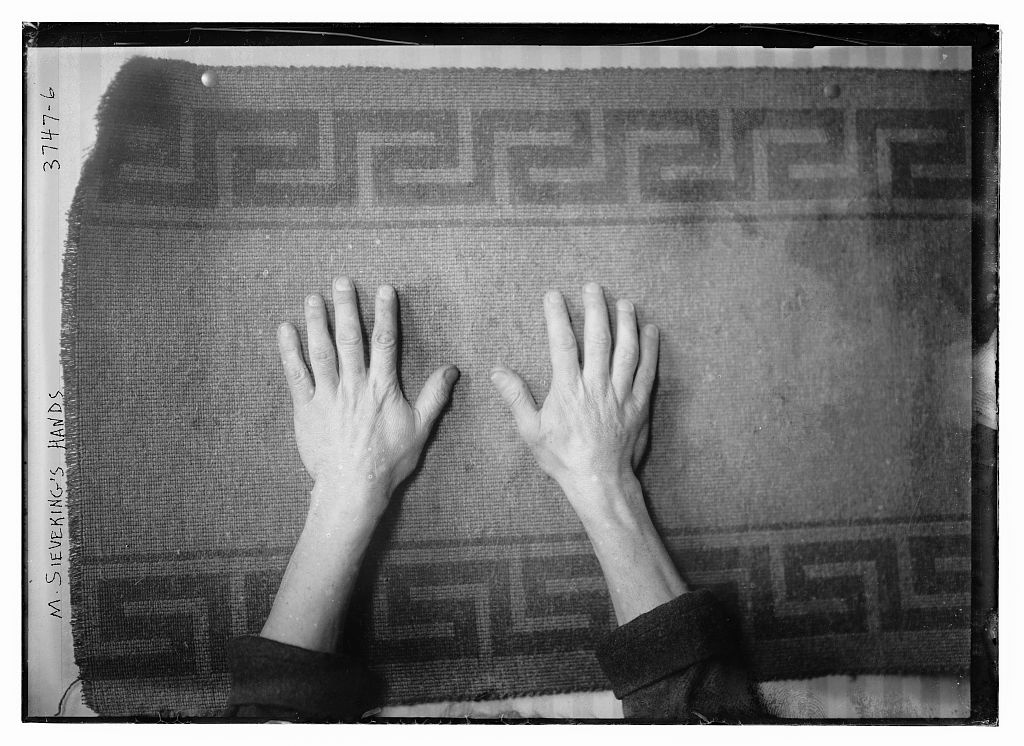
Las manos de Martinus Sieveking, c. 1915.

El 6 de junio de 1893, embarcó hacia los Estados Unidos a bordo del SS Elbe. Llegó a  Nueva York con su amigo, el famoso deportista y pionero culturista Eugen Sandow, como su acompañante en el espectáculo. Sandow había conocido a Sieveking unos años antes en Bélgica y los Países Bajos. Según Sandow, Sieveking era un artista brillante, pero como hombre era débil y delicado. No tenía ninguna resistencia, y le era difícil permanecer al piano largo tiempo. A sugerencia de Sandow, Sieveking se convirtió en su alumno e invitado mientras viajaba por Estados Unidos. Martinus escribió música y tocó para los actos de vodevil de Sandow, durante sus exhibiciones en Nueva York, Boston y en la Exposición Universal de Chicago.

### Lincoln, Nebraska, 1893–95
Después de la gira con Sandow en 1893, se quedó y estableció en Chicago como profesor de piano privado, pero la ciudad estaba plagada de profesores de piano, y no era un sitio fácil para comenzar un hombre nuevo. Los músicos de Chicago pronto descubrieron que tenían una figura notable entre ellos. Clarence Eddy, organista y compositor, y Sieveking se hicieron amigos rápidamente. En ese momento, Willard Kimball, exjefe del Conservatorio de Música de Iowa (actualmente, Grinell College), estaba a punto de abrir un conservatorio de música en Lincoln, Nebraska en conexión con la Universidad estatal de Nebraska. Estaba buscando un profesor de piano de primera clase, y Eddy le recomendó a Sieveking. Justo entonces, Sieveking tenía pocos fondos y en general "mala suerte". Kimball le ofreció $6.000 al año, con diversos beneficios, y el joven desesperado firmó un contrato de tres años sin siquiera investigar el tipo de lugar al que iba a ir. Sieveking empezó a enseñar a finales de 1893 en la escuela de música de la Universidad de Lincoln, Nebraska, que luego se convirtió en el Conservatorio de Música en 1894.
El práctico y bullicioso oeste resultó una prisión para el artista. Solo las mujeres allí tenían tiempo para estudiar música. De estas, encontró que pocas tenían talento, y el excéntrico y temperamental pianista se lo decía francamente cada vez que se sentía inclinado a hacerlo. Sus nervios empezaron a verse afectados. Sus actividades en Lincoln comenzaron a atraer la atención de la desconcertada prensa local. En la primavera de 1895, Sieveking fue reservado para una gira de conciertos por las principales ciudades del este y dejó Lincoln el 16 de abril no tranquilamente. Se informó que en la mañana de su salida su perro, llamado Tad, molestó a un policía. Sieveking empujó al agente, y cuando dos agentes más cayeron sobre él, los trató del mismo modo. El resultado es que subió al tren después de bajar del carro patrulla.
Tras su bochornosa salida de Lincoln, hizo un exitoso debut en Boston con la Boston Festival Orchestra. Actuó con la misma orquesta dirigida por Emil Mollenhauer en el "Concierto del Festival del Segundo de Mayo" de la University Musical Society en la Universidad de Míchigan en Ann Arbor, Míchigan el 18 de mayo de 1895 donde tocó el Concierto de Piano en G Menor de Camille Saint-Saëns.
Estaba programado regresar a Lincoln el 1 de septiembre del mismo año, pero Sieveking nunca regresó y en cambio volvió a Europa, rompiendo su contrato con el conservatorio.

### Gira estadounidense, 1895 y 1896–97

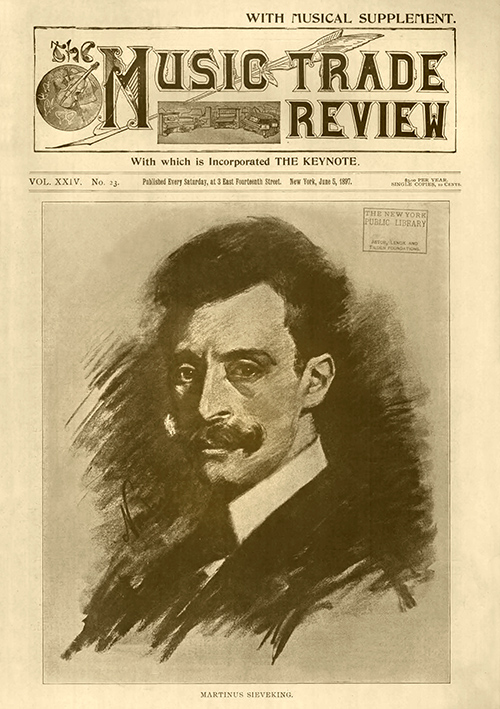
Un boceto de Martinus Sieveking por Leonardus Nardus en la portada de la Music Trade Review Magazine, del 5 de junio de 1897, publicada en la ciudad de Nueva York.

Regresó a los Estados Unidos para una gira de conciertos breve en el invierno de 1895, llegando a Nueva York el 21 de octubre de 1895 a bordo del La Champagne desde El Havre, Francia. Dio un concierto celebrado en Boston con la Boston Symphony Orchestra el 7 de diciembre de 1895 donde tocó otra vez el concierto para piano n.º 2 de Saint-Saëns. Su recepción recibió una gran ovación. El entusiasmo fue tal en el primer concierto, que el pianista tuvo que salir siete veces a saludar, y en el segundo, ocho.
Sieveking regresó en el otoño de 1896 con más conciertos programados. Siguiendo su éxito del año anterior, ofreció en Boston cuatro conciertos consecutivos el 21, 23, 24 y 28  de octubre con la Boston Symphony Orchestra. Entre otras ciudades actuó en Cumberland, Maryland el 11 de noviembre de 1896 en la iglesia de los Santos Pedro y Pablo. Dio un recital de piano solo en el Carnegie Hall de Nueva York el 8 de diciembre de 1896, seguido de una actuación en Atlanta, Georgia en la Grand Opera House el 17 de diciembre con la violinista Maud Powell.
El 8 de febrero de 1897, actuó en Columbus, Ohio en el recién construido Southern Fireproof Theater con la soprano local Lillian Miller. Dio un recital de piano solo en la Academia de Música en Allentown, Pensilvania el 2 de marzo de 1897 y otra vez el 18 de noviembre de 1897. Fue dirigido para su visita estadounidense por el empresario musical Victor Thrane de Chicago.

### Viena, 1898
Después de completar su gira estadounidense, Sieveking fue a Viena, Austria al año siguiente y buscó la ayuda de Theodor Leschetizki con respecto a su repertorio. El profesor tomó un gran interés en él, se convirtió en su alumno y de una clase de noventa, era uno de sus seis favoritos especiales. Los otros cinco eran Mark Hambourg, Ossip Gabrilowitsch, Katharine Goodson, Artur Schnabel y Ethel Newcomb. Leschetizki prefería pianistas con manos fuertes y musculosas, ya que según él, el piano es como un instrumento de percusión que se toca con pequeños martillos; utilizaba a Sieveking como ejemplo.
Fue arrestado en Ischl en septiembre de 1898 por negarse a quitarse el sombrero mientras un sacerdote católico, portando una cruz, pasaba. Sieveking declaró que era protestante, y, como extranjero, no tenía idea de que su negligencia en quitarse el sombrero sería considerado por los católicos locales como un insulto a su religión. Fue atacado por una multitud, mientras el sacerdote incitaba a sus agresores llamándolos por sus nombres. Sieveking fue sentenciado a tres días de prisión.
Sieveking también conoció a una joven en Austria llamada Therese (nacida el 13 de abril de 1881). La pareja se casó en Dover, Kent, Inglaterra en junio de 1899. Una hija nació en Viena el 15 de octubre de 1900, Senta Therese Sieveking.

### Gira estadounidense, 1900–01
Regresó a los EE. UU. a mediados de octubre de 1900 para otra gira en el invierno de 1900-1901. Algunos de sus compromisos incluyeron actuaciones en Washington D. C., donde tocó el debut del Concierto Núm. 1 para piano de Rajmáninov el 16 de diciembre de 1900. Dio un recital de piano en el Vassar College en Poughkeepsie, Nueva York el 9 de enero de 1901.

### Regreso a Francia
Martinus, su mujer Therese y la hija regresaron a Francia en algún momento poco después de 1900. Tuvieron un hijo, Leonard, en 1905 en St. Brio, Francia.
Después de sus conciertos por Europa y Estados Unidos, Sieveking no estaba satisfecho con todos los éxitos obtenidos. En persecución de los principios más profundos de la técnica de piano subyacente en su arte que todavía quería entender, pasó los próximos quince años de su vida formulando lo que llamó el principio de peso muerto. El sistema, el cual era similar a los métodos de Theodor Leschetizki, William Mason y Rudolf Breithaupt, requiere un brazo muy relajado con el peso del brazo y la mano apoyados por cada dedo en la tecla de piano. El método Sieveking, sin embargo, pide un dedo fuerte, articulado, con cada dedo desarrollado y fortalecido independientemente. Según Sieveking, el resultado es un aumento en el volumen y mejor control del tacto en un tiempo más corto.
Durante su búsqueda, se retiró de la actuación y enseñó en Francia, y muchos de sus alumnos más talentosos ganaron el Premier Prix en París. También dedicó su tiempo a enseñar a aquellos con talento pero incapaces de pagar, pero que lo merecían. Compuso y transcribió para piano; transcribió la música de Chopin para los recitales de una joven Olga Rudge. Rudge era una violinista estadounidense nacida y criada en París cuya madre era una amiga cercana del pianista. Martinus, recordaría Rudge, era coleccionista de relojes, con docenas de ellos en su apartamento, tocando a ritmos diferentes.
Después de cinco años de retiro, salió en 1907 para un concierto en Berlín.

### Regreso a América
Con el propósito de enseñar y extender el sistema desarrollado, regresó a Norteamérica desembarcando el 30 de enero de 1916 en Nueva York a bordo del SS Rotterdam desde Róterdam. Su plan también incluía conciertos y un deseo especial de componer y publicar sus trabajos en los Estados Unidos, pretendiendo regresar a París después de cumplir su misión en los EE. UU. aunque al final ya nunca volvería a Europa.
Su hija Senta Therese le acabó siguiendo a los Estados Unidos, llegando a Nueva York el 29 de abril de 1918. Su esposa Therese y su hijo de 13 años Leonard desembarcaron el 23 de junio de 1918 a bordo del S.S. Chicago desde Burdeos, Francia. Se informó que Martinus fundó una escuela de piano en Nueva York para pianistas de nivel avanzado, pero desde mediados de los años 1920 a principios de los 1930, enseñó en el Instituto de Nueva York de Arte Musical (más tarde convertido en la Juilliard School of Music) como profesor de piano.

## Inventor

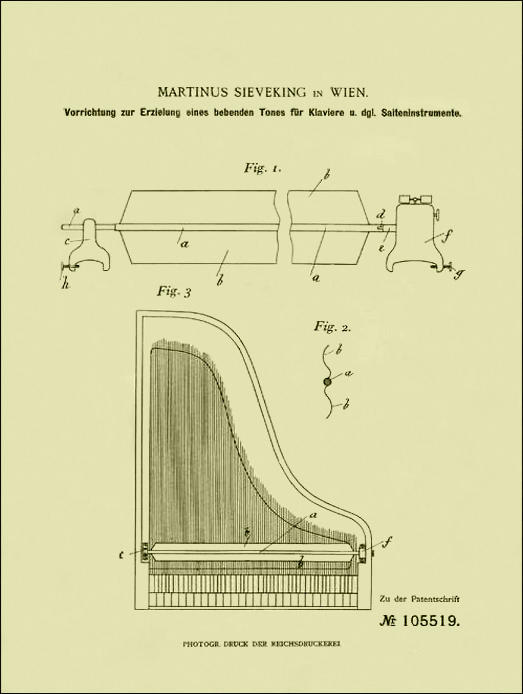
El dispositivo vibrador inventado por Sieveking y patentado en Austria en 1898.

Sieveking era un pensador, imaginativo, y experto mecánico. Además de a la enseñanza, también dedicó su tiempo a la creación de aparatos y mecanismos de varias clases con algunos entregados para patente. Inventó e ingenió sus propias mejoras para el piano. Sieveking inventó un dispositivo mecánico para que el piano produjera una vibración peculiar en el sonido o notas del instrumento. Mientras estaba en Austria, patentó el aparato en el país el 6 de marzo de 1898 (Núm. 105.519). También solicitó la patente en Canadá el 26 de agosto de 1898.  En los años 1930, mejoró y patentó unos muelles para piano (Núm. de Patente 2,046.853 archivado el 5 de julio de 1935), lo que mejoró dos años más tarde (Núm. 2,138.517 archivado el 18 de marzo de 1937).
Tenía un vasto conocimiento mecánico y eléctrico, no solo musical. Sieveking inventó un tipo de motor de combustión interna, patentado en los EE. UU. el 14 de agosto de 1917 (Núm. 1,252.045) y en Canadá el 15 de marzo de 1918. Mientras enseñaba en el Instituto de Nueva York de Arte Musical, pasó el verano de 1926 mejorando la radio de la escuela, consiguiendo un sonido más puro y un volumen mayor de un equipo de un solo tubo.
Entre la surtida colección de dispositivos inventados y patentados están: un motor eléctrico para una señal de tráfico móvil (Núm. 2,135.851 archivado el 16 de agosto de 1937) y figuras mecánicas de aves móviles para la Flying Eagle Co., una empresa de Nueva York (Núm. 1,419.694 archivado el 13 de abril de 1921 y Núm. 1,322.364 archivado el 27 de enero de 1919).

## Vida posterior
En los años 1930, Martinus y su mujer Therese estaban todavía casados pero viviendo separados porque ella trabajaba como institutriz para una familia rica hasta principios de los años 1940. Su hija Senta también trabajaba como institutriz en Nueva York, pero se mudó a California. En 1940, vivía en California, trabajando en casa de la actriz Joan Crawford en Bel Air, Los Ángeles. Se casó con James Joseph Vincent el 19 de junio de 1940 en Hollywood, Los Ángeles.
Martinus se convirtió en ciudadano estadounidense el 2 de junio de 1941 a la edad de 74 años en Nueva York. Therese se trasladó a California en los años 1940 y Martinus la siguió más tarde.
Martinus Sieveking murió el 26 de noviembre de 1950 en Pasadena, California a los 83 años. Está enterrado en Mountain View Mortuary and Cemetery en Altadena, California. Therese falleció en Los Ángeles, California el 12 de julio de 1961 a los 80. No hay registros de Leonard Sieveking después del censo de 1920.  Senta T. Vincent murió el 6 de septiembre de 2000 en Los Ángeles un mes antes de cumplir 100 años.

## Características físicas

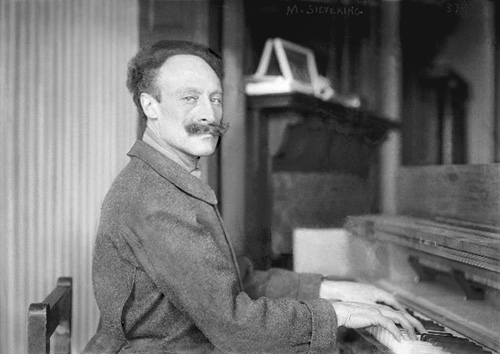
Martinus Sieveking en la madurez, al piano.

Mientras entrenaba con Eugen Sandow, Sieveking desarrolló un impresionante físico. Su mejora después de tres meses de entrenamiento, con mancuernas ligeras y pesadas, es mencionada en uno de los libros de Sandow con todo detalle. Después de la ayuda de Sandow, continuó su dedicación a la formación física en Lincoln, Nebraska donde era conocido como ciclista. Convirtió la casa que alquilaba en un gimnasio, arruinando mobiliario y paredes.
Su físico fue más tarde descrito por el pianista ruso Mark Hambourg, otro estudiante de Leschetizky, como "más de una casa que de un hombre", con sus manos acordes al cuerpo. Sieveking tenía manos grandes y musculosas con un alcance de 12 notas, similar al alcance de Serguéi Rajmáninov. Sus manos eran tan grandes que le resultaba difícil tocar en un piano de tamaño estándar, donde sus dedos se atascaban en las teclas negras. Tenía dos pianos en su casa en Nueva York, un piano normal y un piano francés especialmente hecho para él con teclas más anchas. Todo el teclado también estaba inclinado hacia abajo en la parte posterior, lo que era una ventaja. Para su concierto de regreso en Berlín de 1907, Steinway le construyó un piano especial con las teclas proporcionalmente agrandadas, y el teclado entero aproximadamente un pie más largo que el teclado estándar. El teclado también estaba inclinado como el del piano de su casa.

## Música
Aunque algunas de sus muchas composiciones son descritas como 'música de salón', Sieveking también escribió trabajos serios ingeniosos con un ritmo potente. Un libro con sus primeras composiciones fue publicado por G. Schirmer Inc. en 1897. También transcribió alguna música de teclado de Johann Sebastian Bach y Chopin para violín y violonchelo. Transcribió también música de otros instrumentos para piano. Como desde 2012 su música dejó de imprimirse, sólo está disponible en bibliotecas. Algunas de sus composiciones más conocidas son:

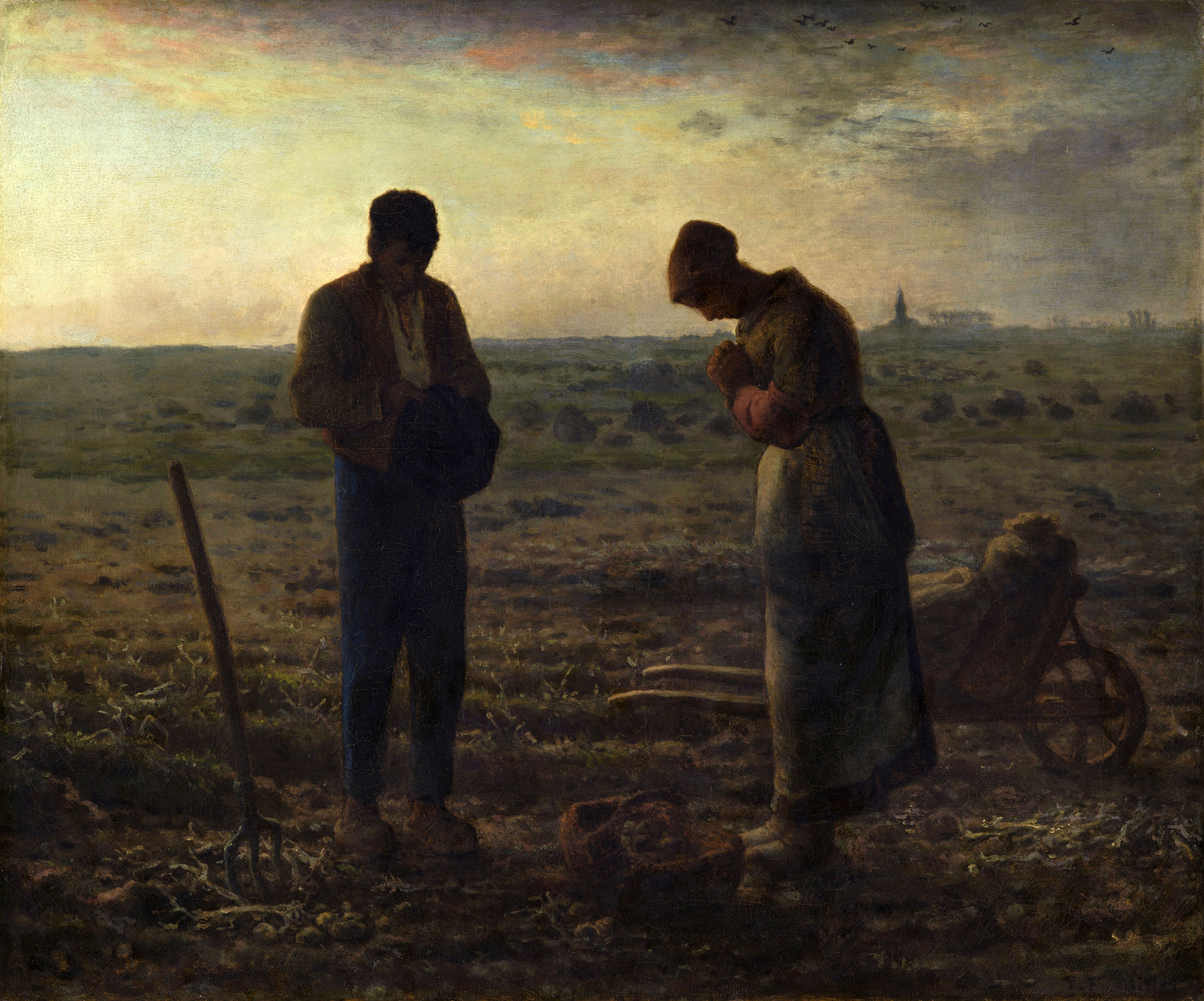
El Angelus por Jean-François Millet.

- Angelus, impresión del compositor sobre el famoso cuadro de Jean-François Millet El Angelus.[84]
- La abille (La Abeja).[85]
- Berceuse.[86]
- Cornemuse.[87]
- Sueño de las flores.[88]
- Etude de Concert, varios.
- Gavotte, una transcripción para piano de Gavotte de Bach para violín.[89]
- Introducción et Valse Lente, Op. 10.[90]
- Minué.
- Nocturne.[91]
- Pastorale, un estudio pastoral de sonidos del bosque.[92]
- Praeludium, una transcripción para piano de un preludio de Bach.
- Prélude et Marche triomphale, tocado por la Lamoureux Orchestra el 15 de marzo de 1891.[93]
- Serenata Espangola para violín y piano.[94]
- Croquis.[95]
- Souffrance escrito cuando su hijo estaba muy enfermo, expresa la ansiedad de un padre por el sufrimiento de su hijo.[89][96]
- La tricoteuse, - Etude.[97]
- Valse Capriccio.[98]
- Valse de Concert.[99]
- Varietes et Fugue.[100]
- The Wooing una canción compuesta por Sieveking.[101]

## Registros
No se sabe si existe algún registro analógico de los conciertos de Sieveking.

## Otros medios de comunicación
- Martinus Sieveking, el pianista en el concierto, tiene una aparición en el prólogo de la ficcionalizada novela Horizontes perdidos del novelista inglés James Hilton publicada en 1933.[103]